# Президентские выборы в Того (2020)
Президентские выборы 2020 года в Того прошли 22 февраля. Президент республики Фор Гнассингбе был переизбран с 71 % голосов в первом туре.

## Избирательная система
Конституционные поправки, одобренные в мае 2019 года, ввели систему абсолютного большинства при выборах президента вместо ранее использованной системы относительного большинства, когда победителем становился кандидат, набравший наибольшее число голосов.

## Предвыборная кампания
В октябре 2019 года оппозиционная партия Национальный альянс за перемены, так же как и на предыдущих выборах 2015 года, выдвинула своего лидера Жан-Пьера Фабра кандидатом в президенты.
Всего было зарегистрировано десять кандидатов, включая кандидата от Союза за республику президента Фора Гнассингбе и Жан-Пьера Фабра.

## Результаты
| Кандидат                                                                           | Кандидат                            | Партия                                           | Голосов   | %     |
| ---------------------------------------------------------------------------------- | ----------------------------------- | ------------------------------------------------ | --------- | ----- |
|                                                                                    | Фор Эссозимна Гнассингбе            | Союз за республику                               | 1 760 309 | 70,78 |
|                                                                                    | Агбейомо Коджо                      | Патриотическое движение за демократию и развитие | 483 926   | 19,46 |
|                                                                                    | Жан-Пьер Фабр                       | Национальный альянс за пермены                   | 116 336   | 4,68  |
|                                                                                    | Эме Гоге                            | Альянс демократов за интегральное развитие       | 57 777    | 2,40  |
|                                                                                    | Волу Коми                           | Социалистический пакт за обновление              | 29 791    | 1,20  |
|                                                                                    | Жорж Уильямс Куэссан                | Здоровье народа                                  | 19 923    | 0,80  |
|                                                                                    | Мохамед Тхассона-Траоре             | Гражданское движение за демократию и развитие    | 16 814    | 0,68  |
| Недействительных/пустых бюллетеней                                                 | Недействительных/пустых бюллетеней  | Недействительных/пустых бюллетеней               | 963 413   | -     |
| Всего                                                                              | Всего                               | Всего                                            | 3 449 989 | 100   |
| Зарегистрированных избирателей/Явка                                                | Зарегистрированных избирателей/Явка | Зарегистрированных избирателей/Явка              | 3 738 786 | 92,28 |
| Источник: Constitutional Court Архивная копия от 27 апреля 2020 на Wayback Machine |                                     |                                                  |           |       |

## Последующие события
25 февраля Агбейомо Коджо подал петицию в Конституционный суд с просьбой отменить результаты. Через три дня он и Кподзро призвали к общественным протестам, в результате чего военными были окружены их дома. Министерство территориальной администрации заявило, что протесты были бы незаконны. Члены Национального собрания обвинили Коджо в планировании государственного переворота.